# Alois Wehrle
Alois Peter Wehrle (* 3. Juli 1791 in Kremsier; † 13. Dezember 1835 in Schemnitz) war ein Chemiker auf dem Gebiet der Metallurgie und Hochschullehrer.

## Leben
In Wien absolvierte er eine Ausbildung zum Pharmazeuten. Dort veröffentlichte er 1819 auch seine Dissertation. Im selben Jahr wurde er Assistent an der Polytechnischen Institut Wien, wo er zum Außerordentlichen Professor aufstieg. 1820 erhielt er einen Ruf an die Bergakademie Schemnitz. Dort war er ordentlicher Professor für Chemie, Metallurgie und Mineralogie. Dies Stelle behielt er bis zu seinem Tod im Jahr 1835. Für seine Leistungen wurde Wehrle mit dem Titel eines k.k. Bergrates ausgezeichnet.
Nach ihm ist das Gestein Wehrlit benannt.

## Werke (Auswahl)
- Dissertatio inauguralis „Chemica sistens historiam acidi muriatici“. Dissertation, 1819. Eine Geschichte der Salzsäure etc. (1819)
- Ueber die Anwendung der Naphta in Bergwerken (im Jahrbuch des polytechnischen Institut in Wien, Band V, 1824)